# Yacimiento icnológico de Dos Aguas

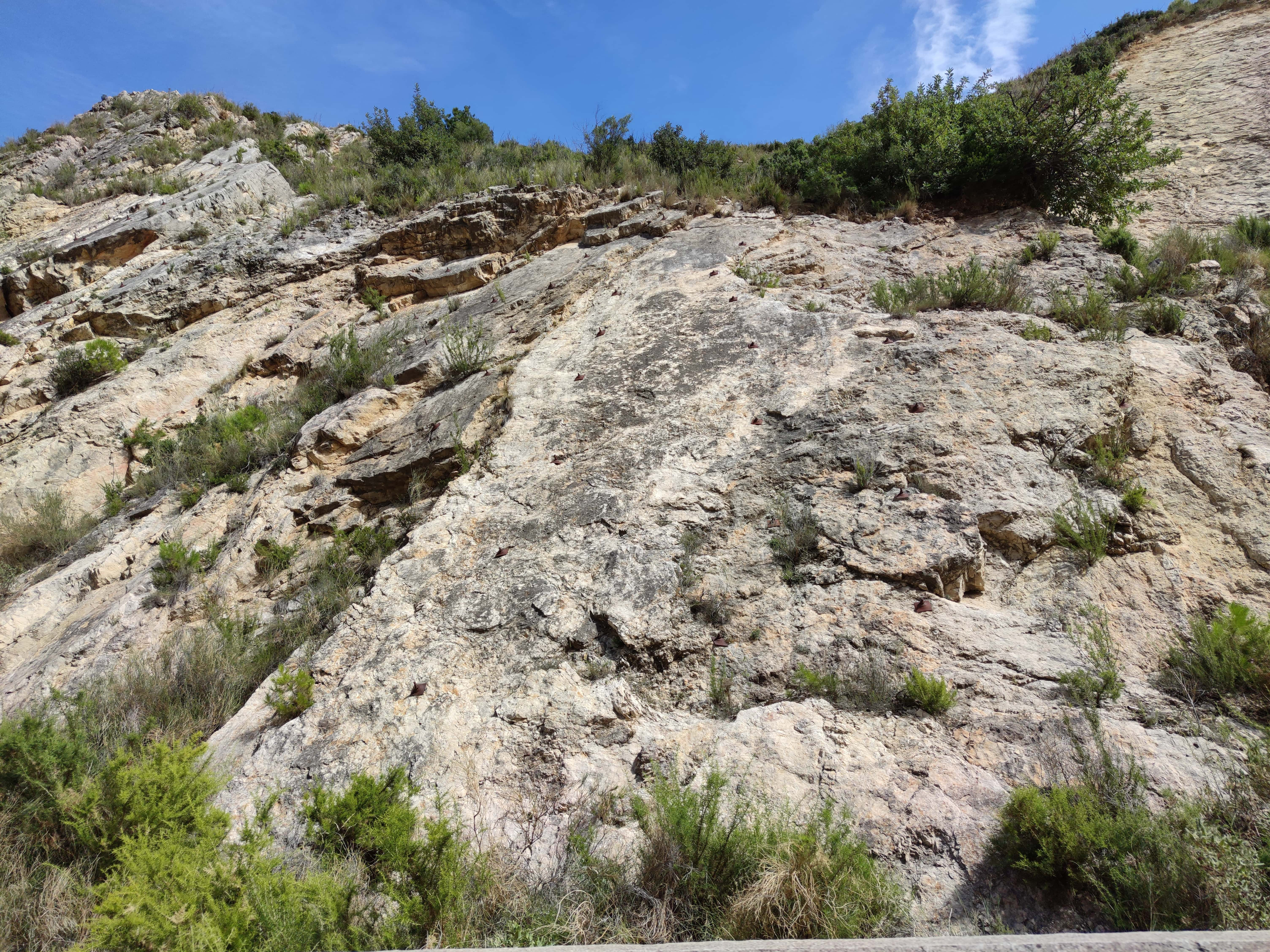
Vista general del yacimiento.

El yacimiento icnológico de Dos Aguas (Provincia de Valencia, España) corresponde al cretácico superior (Cenomaniense).
Es bien de interés cultural con código 46.18.115-004 con anotación ministerial A-R-I-54-0000204 de 3 de marzo de 2006.

## Descripción y datos histórico-artísticos
Se identifica un rastro principal, compuesto aproximadamente por 27 icnitas, dispuestas según una dirección N-S. El rastro principal es cruzado por varios rastros de menor longitud, mal definidos, de dirección prácticamente perpendicular al anterior. En total se han cartografiado unas 50 icnitas.
Las icnitas, algunas de ellas marcadas con gran profundidad, se presentan con morfologías mal definidas, de subcirculares a ovaladas, o incluso irregulares, por haberse formado sobre un sustrato muy fluido, fácilmente deformable. El fondo de algunas huellas sí parece mostrar cierta morfología tridáctila. Muchas de ellas presentan grietas circulares y radiales en torno a la depresión central, indicando posiblemente que la capa más externa de sedimento presentaría cierto grado de compacidad, probablemente por exposición subaérea. Por su distribución, las icnitas del rastro principal son atribuidas con reserva a un dinosaurio bípedo, aunque la disparidad de tamaño de las icnitas que lo componen obliga a pensar en una preservación diferencial,
o a una correspondencia con impresiones de las manos (icnitas menores) y pies (icnitas mayores) de un dinosaurio cuadrúpedo. No obstante, no se observa con claridad la asociación del par “pie-mano”, típica de los rastros de dinosaurios cuadrúpedos.

## Estado de conservación
- Sustrato: las icnitas se localizan sobre rocas calizas laminadas, ordenadas en finos estratos, intensamente fisurados y diaclasados, habiéndose producido en algunos sectores el desprendimiento parcial de las capas o láminas.
- Icnitas: en algunos sectores se han perdido las improntas por el desprendimiento de las láminas del estrato sobre las que estaban impresas, de modo que sólo queda marcada la subimpresión sobre la capa inicialmente subyacente. En otros puntos las huellas presentan buen estado de preservación, conservando incluso estructuras anulares en torno a la depresión central.